# Яныши (Аликовский район)
Я́ныши (чув. Янӑш) — деревня в Аликовском муниципальном округе Чувашской Республики. Входила в состав Чувашско-Сорминского сельского поселения до его упразднения в 2022 году.

## География
Расположена на реке Сорма в 45 км к юго-западу от Чебоксар.

### Климат
Климат умеренно континентальный с продолжительной холодной зимой и тёплым летом. Средняя температура января −12,9 °C, июля 18,3 °C, абсолютный минимум достигал −44 °C, абсолютный максимум 37 °C. За год в среднем выпадает до 552 мм осадков.

## Население
| 2010 | 2012 |
| ---- | ---- |
| 44   | ↗53  |

## Связь и средства массовой информации
- Связь: ОАО «Волгателеком», Билайн, МТС, Мегафон. Развит интернет с доступом по технологии ADSL.
- Газеты и журналы: аликовская районная газета «Пурнăç çулĕпе»-«По жизненному пути» (языки публикаций: чувашский и русский).
- Телевидение: Население использует эфирное и спутниковое телевидение, за отсутствием кабельного телевидения.

## Известные уроженцы
- Александров, Анатолий Александрович — заслуженный артист ЧАССР, кларнетист.